# (6570) Tomohiro
(6570) Tomohiro (1994 JO) – planetoida z pasa głównego asteroid okrążająca Słońce w ciągu 5 lat i 200 dni w średniej odległości 3,13 j.a. Została odkryta 6 maja 1994 roku w Kitami przez Kin Endate i Kazurō Watanabe.